# Tomasz Drezner
Tomasz Drezner, znany też jako Dresner, Dresnerus Leopolitanus (ur. 1560 we Lwowie, zm. 13 marca 1616) – profesor prawa w Akademii Zamojskiej.

## Życiorys
Syn złotnika Hansa Kleina, Niemca, który przyjął miejskie prawo lwowskie i w aktach miejskich występował jako Hansus Vondresen lub Wondrezen, oraz nieznanej z imienia córki Jana Leszczyńskiego, ślusarza. Nauki początkowe pobierał prawdopodobnie w miejskiej szkole lwowskiej, pozostając wówczas pod opieką S. Szymonowica, swego długoletniego protektora. Przebywał na dworze Jana Zamoyskiego, lecz wkrótce, na skutek nieznanych bliżej wykroczeń, opuścił go. W roku 1595 trafił do więzienia grodzkiego w Przemyślu, skąd niebawem zbiegł. Później przebywał we Lwowie, następnie w Krakowie, by osiąść na dworze arcybiskupa lwowskiego J. Dymitra Solikowskiego. W tym samym czasie, dzięki wstawiennictwu Szymonowica, nawiązał ponowny kontakt z Janem Zamoyskim i w roku 1600 udał się na jego koszt na zagraniczne studia prawnicze. W roku 1601 kształcił się w Orleanie, w 1602 w Paryżu i Bourges, potem zaś w latach 1603–1604 w Padwie. Kolejne 2 lata spędził w Rzymie, gdzie 30 października 1606 roku uzyskał stopień doktora obojga praw. Około roku 1609 został profesorem Akademii Zamoyskiej, a w roku 1615 jej rektorem. Piastował także stanowisko asesora sądu wyższego w Zamościu.

## Twórczość
Autor kilku cennych dzieł z zakresu prawa polskiego, np. Processus iudiciarius Regni Poloniae (Zamość 1601). Napisał także szereg wierszy pobożnych i moralnych.
Krystyna Bukowska wydała w 1960 monografię pt. Tomasz Drezner, polski romanista XVII wieku, i jego znaczenie dla nauki prawa w Polsce.

### Ważniejsze utwory
- Processus iudiciarius Regni Poloniae, Zamość 1601, drukarnia M. Łęski, wyd. następne uzupełnione: Zamość, po 4 października 1602; Poznań 1620, Warszawa 1631, Warszawa 1636, Warszawa 1640; przedmowę (według wersji w rękopisie Biblioteki PAN w Gdańsku, sygn. MS 1849 oraz według wyd. 1601) ogł. K. Bukowska Tomasz Drezner, polski romanista XVII wieku, i jego znaczenie dla nauki prawa w Polsce, Warszawa 1960, Dawni Polscy Pisarze Prawnicy, t. 3 dodatek
- Similium iuris Poloni cum iure Romano centuria una, Paryż 1602, drukarnia C. Morelli; fragment przedmowy przedr. K. Bukowska Tomasz Drezner, polski romanista XVII wieku, i jego znaczenie dla nauki prawa w Polsce, Warszawa 1960, Dawni Polscy Pisarze Prawnicy, t. 3 dodatek
- Institutionum iuris Regni Poloniae libri IV, Zamość 1613, drukarnia M. Łęski, wyd. nast.: 1671 (edycja wątpliwa}, fragment przedmowy przedr. K. Bukowska Tomasz Drezner, polski romanista XVII wieku, i jego znaczenie dla nauki prawa w Polsce, Warszawa 1960, Dawni Polscy Pisarze Prawnicy, t. 3 dodatek

### Listy i materiały
- Fragment listu do J. Zamoyskiego, 31 grudnia 1603, ogł. S. Łempicki "Działalność Jana Zamoyskiego na polu szkolnictwa 1573-1605", Kraków 1621; Komisja do Badania Dziejów wychowania i Szkolnictwa w Polsce, seria I: Prace Monograficzne z Dziejów Wychowania i Szkolnictwa w Polsce, nr 2, s. 240
- Skrypty wykładów 1609–1612 w rękopisach Biblioteki Narodowej w Warszawie (z dawn. Biblioteki Zamoyskich), sygn. BOZ 1518–1519 i 1526